# The Global Alliance in Management Education
The Global Alliance in Management Education o CEMS (anteriormente Community of European Management Schools and International Companies) es una cooperación de las principales escuelas de negocios y universidades con empresas multinacionales y ONG. La Alianza Global CEMS incluye 34 instituciones académicas en todos los continentes, casi 70 socios corporativos y ocho socios sociales (ONG) de todo el mundo. CEMS administra la impartición del título CEMS MIM en sus escuelas miembros, apoya a la Asociación de Antiguos Alumnos de CEMS (CAA) y facilita la cooperación general entre sus miembros.
Creada en 1988, la red se gestiona desde Jouy-en-Josas, en el campus del HEC Paris.